# Orkiestra wojskowa w Stargardzie
Orkiestra wojskowa w Stargardzie – nieistniejąca orkiestra dęta złożona z żołnierzy muzyków garnizonu stargardzkiego funkcjonująca w latach 1945-2007.

## Historia

### Formowanie, podporządkowanie, funkcjonowanie
Historia orkiestry wojskowej w Stargardzie, która w swojej historii była kilka razy przeformowywana, ma historyczne powiązanie z 12 Dywizją Piechoty. Rozkazem nr 058/Org. 15 marca 1945 Naczelny Dowódca Wojska Polskiego nakazał do dnia 30 kwietnia 1945 roku ponownie sformować 12 Dywizję Piechoty. W jej strukturach zorganizowano także orkiestrę. 22 maja 1945 roku dywizja wymaszerowała z Poznania do Szczecina. 1 czerwca 1945 roku sztab 12 DP, szpital oraz orkiestra osiągnęły okolice Stargardu i zakwaterowały się w kompleksie białych koszar. Kapelmistrzem orkiestry był wówczas ppor. Czesław Łowiński. Jesienią 1945 roku sztab 12 DP wraz ze szpitalem i orkiestrą przedyslokowano do Szczecina. 26 listopada 1945 rozformowano orkiestry dywizyjne, a w ich miejsce powołano orkiestry pułkowe. W 43 Pułku Piechoty stacjonującym wówczas w Szczecinie, sformowano 15 osobową orkiestrę pod dowództwem ppor. Leona Zawodnego.

#### Orkiestra 43 pułku piechoty

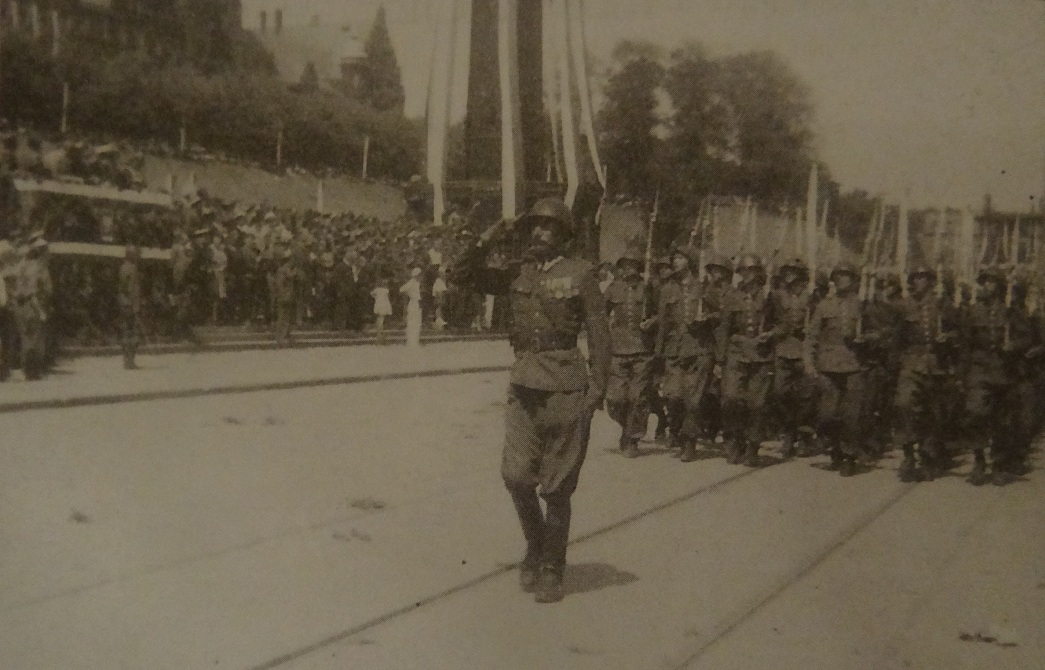
43 pp podczas defilady

W 1946 roku 43 pp przegrupował się do Garnizonu Stargard Szczeciński, w tym orkiestra wojskowa podległa pod 43 pp.
2 września 1952 43 pp został podporządkowany dowódcy 14 Dywizji Piechoty.  W okresie od 1945 do 1957 roku zrzeszała od 15 do 43 etatowych zawodowych oraz nieetatowych muzyków (orkiestrantów), żołnierzy służby zasadniczej, dyrygenta (kapelmistrza) oraz tamburmajora – szefa orkiestry, do którego obowiązków należało prowadzenie orkiestry podczas parad, defilad, a także musztry orkiestrowej.
Od 1945 do 1957 roku w skład orkiestry wchodzili następujący zawodowi instrumentaliści: werbliści, saksofoniści, trębacze, puzoniści, flecista, klarnecista, tuby, waltornie, perkusista. Orkiestra wykonywała nie tylko zadania muzyczne w przyporządkowanym pułku, ale także na rzecz jednostek stacjonujących w Garnizonie Stargard Szczeciński. Zabezpieczała muzycznie uroczystości świąt państwowych, wojskowych oraz w występach dla mieszkańców Stargardu Szczecińskiego i regionu.

#### Orkiestra w 9 pułku zmechanizowanym
Wiosną 1957 nastąpiła reorganizacja 12 DP. 15 maja 1957 roku zlikwidowano orkiestry pułkowe. W tym samym dniu muzycy z rozformowanego 43 pp zorganizowali nieetatową orkiestrę w Stargardzie Szczecińskim przy 9 Zaodrzańskim Pułku Piechoty 3 maja 1957 roku pułk został przemianowany w 9 Zaodrzański Pułk Piechoty. Orkiestra nadal funkcjonowała w strukturach zreorganizowanego pułku. Była to nieetatowa orkiestra licząca 18 zawodowych muzyków i 14 muzyków żołnierzy służby zasadniczej. Kapelmistrzem został por. Stanisław Pic. W 1958 roku orkiestra uświetniła uroczystość wręczenia sztandaru 9 pz, a wręczył go dowódca POW gen. dyw. Zygmunt Huszcza. W uroczystości orkiestra uczestniczyła pod dowództwem kapelmistrza por. Stanisława Pica w składzie 16 zawodowych muzyków i 14 muzyków żołnierzy służby zasadniczej. W 1959 roku kapelmistrzem został kpt. Jan Krasiński. W skład orkiestry wchodziło 16 zawodowych muzyków i 14 muzyków żołnierzy służby zasadniczej. W 1963 roku decyzją dowódcy 12 DZ orkiestra wojskowa w Stargardzie została rozformowana.
Od 1963 do 1973 w garnizonie Stargard Szczeciński nie funkcjonowała orkiestra wojskowa. Uroczystości wojskowe muzycznie zabezpieczała orkiestra 12 DZ ze Szczecina, orkiestry z innych garnizonów oraz w wyjątkowych sytuacjach orkiestra kolejowa ze Stargardu Szczecińskiego. Kapelmistrzem tej orkiestry był Benedykt Grzeszak.
W 1973 z inicjatywy st. sierż. Gerarda Jędrzejewskiego i decyzją dowódcy pułku ppłk. Jana Jani powstała nieetatowa orkiestra wojskowa przy 9 Pułku Zmechanizowanym. Była to nieetatowa orkiestra licząca 14 zawodowych muzyków oraz 12 muzyków żołnierzy służby zasadniczej. Kapelmistrzem został st. sierż. Gerard Jędrzejewski. W skład orkiestry wchodzili następujący instrumentaliści: werbliści, saksofoniści, trębacze, puzonista, flecista, klarnecista, tuby, waltornie, perkusista. Skład ten w kolejnych latach ulegał zmianie i był uzależniony od etatu w jednostce. Orkiestra, oprócz obowiązków wykonywała również zadania na rzecz jednostek stacjonujących w garnizonie Stargard Szczeciński. Brała udział w uroczystościach wynikających z ceremoniału wojskowego, świętach państwowych, religijnych oraz występach dla mieszkańców Stargardu Szczecińskiego i regionu.
W 1975 stargardzka orkiestra w uznaniu na polu kultury w 12 DZ została wyróżniona przez dowódcę POW gen. dyw. W. Barańskiego medalem „Za zasługi dla Pomorskiego Okręgu Wojskowego”. Natomiast źródło podaje, że w 1975 roku orkiestra dywizyjna w uznaniu na polu kultury w 12 DZ została wyróżniona przez dowódcę POW gen. dyw. W. Barańskiego medalem „Za zasługi dla Pomorskiego Okręgu Wojskowego”. W sierpniu 1975 roku orkiestra w uznaniu zasług dla Stargardu Szczecińskiego została wyróżniona z okazji Święta Pułku medalem 850-lecia i 30-lecia m. Stargardu, który został nadany przez Komitet PZPR i Prezydenta za zasługi w rozwoju miasta w 1975 r.. W 1976 roku przy orkiestrze powstał chór oraz pododdział śpiewu marszowego złożony z żołnierzy służby zasadniczej. Powstał także na bazie orkiestry przy Garnizonowym Klubie w Stargardzie zespół muzyczny.
W 1979 roku na XIII Festiwalu Piosenki Żołnierskiej w Kołobrzegu orkiestra brała udział wraz z kompanią śpiewu z 9 Pułku Zmechanizowanego oraz z jednostek garnizonu Stargard Szczeciński pod kierownictwem kapelmistrza st. sierż. sztab. Gerarda Jędrzejewskiego zajmując w finale II miejsce wraz ze zdobyciem srebrnego pierścienia na szczeblu Wojska Polskiego. W 1991 roku orkiestra została wyróżniona odznaką pamiątkową12 Dywizji Zmechanizowanej. Odznakę dla kapelmistrza chor. Gerarda Jędrzejewskiego wręczył w Szczecinie dowódca 12 DZ gen. bryg. Bolesław Balcerowicz. 25 września 1991 roku odbyła się w 12 DZ oraz 9 pz pierwsza wizyta niemieckich oficerów z dowództwa 41 Brygady Obrony Terytorialnej z Eggezin w Szczecinie i Stargardzie. Rewizyta polska miała miejsce 5 grudnia 1991 r. Orkiestra podczas tych wizyt dała okolicznościowy koncert. W 1992 roku orkiestra koncertowała w Niemczech, gdzie zajęła II miejsce w konkursie 8 wojskowych orkiestr: niemieckiej, holenderskiej, belgijskiej, francuskiej i 3 wojskowych orkiestr polskich.
W latach od 1979 do 1995 roku orkiestra zrzeszała od 20 do 30 muzyków, w tym zawodowych muzyków w korpusie podoficerskim oraz żołnierzy służby zasadniczej (orkiestrantów), dyrygenta (kapelmistrza) – szefa orkiestry, do którego obowiązków należało prowadzenie orkiestry podczas parad, defilad, a także musztry orkiestrowej. Orkiestra wykonywała zadania w 9 pz oraz zadania na rzecz jednostek stacjonujących w Garnizonie Stargard. Zabezpieczała muzycznie uroczystości świąt państwowych, wojskowych, religijnych, a także występowała na rzecz miasta i regionu. W okresie tym orkiestra otrzymała wiele wyróżnień, w tym dyplomów, pism okolicznościowych, pucharów, medali pamiątkowych.

#### Orkiestra w 6 Brygadzie Kawalerii Pancernej
W 1995 orkiestra funkcjonowała przy powstałej na bazie 9 pułku zmechanizowanego 6 Brygadzie Kawalerii Pancernej. Była to nieetatowa orkiestra licząca 14 zawodowych muzyków oraz 8 muzyków żołnierzy służby zasadniczej. W skład orkiestry wchodzili następujący instrumentaliści: werbliści, trębacze, saksofonista, puzonista, flecista, klarnecista, waltornie, perkusista. W 1995 roku nawiązane zostały dwustronne kontakty pomiędzy 12 DZ, w tym 9 pz, a ówczesną Jutlandzką DZ sił zbrojnych Królestwa Danii i podczas wizyty delegacji duńskiej orkiestra zaprezentowała okolicznościowy koncert, który przygotował kapelmistrz chor. Edward Charowski. W latach od 1995 do 2005 roku orkiestra zrzeszała od 20 do 25 etatów zawodowych oraz nieetatowych muzyków (orkiestrantów), żołnierzy służby zasadniczej, dyrygenta (kapelmistrza) – szefa orkiestry, do którego obowiązków należało prowadzenie orkiestry podczas parad, defilad, a także musztry orkiestrowej. Dysponowała następującymi muzykami: werbliści, saksofoniści, trębacze, puzonista, flecista, klarnecista, tuby, waltornie, perkusista. Skład ten w latach ulegał zmianie i był uzależniony od etatu jednostki.
Orkiestra wykonywała zadania w 6 Brygadzie Kawalerii Pancernej oraz zadania na rzecz jednostek stacjonujących w garnizonie Stargard zlecane przez komendanta garnizonu. Zabezpieczała muzycznie uroczystości świąt państwowych, wojskowych i religijnych. Poza tym występowała na rzecz Stargardu Szczecińskiego i regionu. W okresie tym orkiestra otrzymała wiele zaszczytów w postaci dyplomów, pism okolicznościowych, pucharów.
W 2005 skład wojskowej orkiestry zaczął się uszczuplać. Wówczas coraz częściej pojawiały się pogłoski o tym, że 6 Brygada Kawalerii Pancernej ma zostać zlikwidowana.

### Rozformowanie
Z dniem 30 czerwca 2007 roku rozformowano 6 Brygadę Kawalerii Pancernej, a wraz z nią orkiestrę wojskową w Stargardzie. Niektórzy instrumentaliści z orkiestry znaleźli pracę w zawodzie w innych orkiestrach wojskowych. Część osób z muzykowaniem skończyła. A instrumenty oraz mundury Księstwa Warszawskiego, kupione swego czasu przez władze miasta, przeszły na własność 12 DZ. Ostatnim kapelmistrzem orkiestry był st. sierż. Piotr Olszański. Kierował nią przez 11 lat.

## Charakterystyka, repertuar, wyróżnienia

### Charakterystyka
Orkiestra wojskowa w Stargardzie zrzeszała w różnych okresach od 20 do ponad 30 etatowych zawodowych oraz nieetatowych muzyków (orkiestrantów), żołnierzy służby zasadniczej, dyrygenta (kapelmistrza) oraz tamburmajora – szefa orkiestry, do którego obowiązków należało prowadzenie orkiestry podczas parad, defilad, a także  pokazu musztry paradnej oraz musztry orkiestrowej. W skład orkiestry wchodzili instrumentaliści: werbliści, saksofoniści, trębacze, puzoniści, flecista, klarnecista, tuby, waltornie, perkusista. Orkiestra spełniała ważną funkcję kulturotwórczą w środowiskach wojskowych i cywilnych. Osiągnięcia artystyczne i popularyzatorskie muzyków dokumentuje wiele dyplomów, pucharów, medali i odznak honorowych. Oprócz koncertów prezentowała wielokrotnie defilady w strojach galowych i historycznych. Orkiestra wojskowa wielokrotnie wykonywała zadania na rzecz jednostek Garnizonu Stargard. W okresie swojego istnienia wojskowi muzycy uczestniczyli w życiu kulturalnym, społecznym i politycznym miasta. Jej muzyka corocznie towarzyszyła obchodom Dni Stargardu.

### Repertuar
W repertuarze zespołu znajdowały się zarówno kompozycje muzyki poważnej w transkrypcji na orkiestrę dętą; uwertury, symfonie, poematy symfoniczne, tańce, jak i muzyka o tematyce żołnierskiej oraz rozrywkowa w szerokim znaczeniu tego słowa (znane standardy, opracowania piosenek). Brała udział w uroczystościach wynikających z Ceremoniału Wojskowego, świętach państwowych, religijnych oraz występach dla mieszkańców Stargardu Szczecińskiego i regionu. Prezentowała także musztrę paradną, w połączeniu z mundurami historycznymi z okresu Księstwa Warszawskiego.

### Wyróżnienia
Orkiestra zdobyła w swej historii następujące wyróżnienia:
- w 1963 roku Orkiestra wojskowa w Stargardzie w uznaniu zasług dla 12 Dywizji Zmechanizowanej została wyróżniona przez dowódcę dywizji gen. bryg. Józefa Stebelskiego medalem ,,Za zasługi dla 12DZ"
- w 1975 roku Orkiestra wojskowa w Stargardzie w uznaniu na polu kultury w 12 DZ została wyróżniona przez dowódcę POW gen. dyw. W. Barańskiego medalem „Za zasługi dla Pomorskiego Okręgu Wojskowego”,
- w 1975 roku Orkiestra wojskowa w Stargardzie w uznaniu zasług dla Stargardu Szczecińskiego została wyróżniona Medalem 850-lecia i 30-lecia m. Stargardu – z okazji Święta Pułku nadany przez Komitet PZPR i Prezydenta za zasługi w rozwoju miasta w 1975 r.
- w 1979 roku na XIII Festiwalu Piosenki Żołnierskiej w Kołobrzegu orkiestra wraz z kompanią śpiewu zajęła w finale II miejsce wraz ze zdobyciem srebrnego pierścienia na szczeblu Wojska Polskiego,
- w 1985 roku Orkiestra wojskowa w Stargardzie w uznaniu zasług na polu kultury w 12 Dywizji Zmechanizowanej została wyróżniona przez dowódcę 12DZ płk dypl. Jerzego Słowińskiego medalem „Za zasługi dla 12DZ”,
- w 1991 roku Orkiestra wojskowa w Stargardzie została wyróżniona odznaką pamiątkową 12DZ,
- w 1992 roku Orkiestra wojskowa w Stargardzie w Niemczech zajęła II miejsce w konkursie 8 wojskowych orkiestr: niemieckiej, holenderskiej, belgijskiej, francuskiej i 3 wojskowych orkiestr polskich.

## Kapelmistrze
W swej historii orkiestra miała jedenastu kapelmistrzów. Najdłużej (jedenaście lat) obowiązki te pełnili ppor./kpt. Leon Zawodny i st. sierż. Piotr Olszański oraz z przerwami chor. Gerard Jędrzejewski (piętnaście lat). Wykaz kapelmistrzów w układzie chronologicznym:
- ppor./por. Czesław Łowiński (1945-1945)
- ppor./kpt. Leon Zawodny (1946-1957)
- por./kpt. Stanisław Pic (1957-1959)
- kpt. Jan Krasiński (1959-1963)
- sierż./chor. Gerard Jędrzejewski (1973-1976)
- st. sierż. Stanisław Zglinicki (1976-1978)
- sierż. sztab. Gerard Jędrzejewski (1978-1982)
- st. sierż. Edward Charowski (1982-1984)
- chor. Gerard Jędrzejewski (1984-1992)
- chor. Edward Charowski (1992-1996)
- st. sierż. Piotr Olszański (1996-2007)

## Galeria

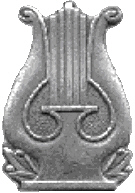
Korpusówka członka orkiestry Sił Zbrojnych RP
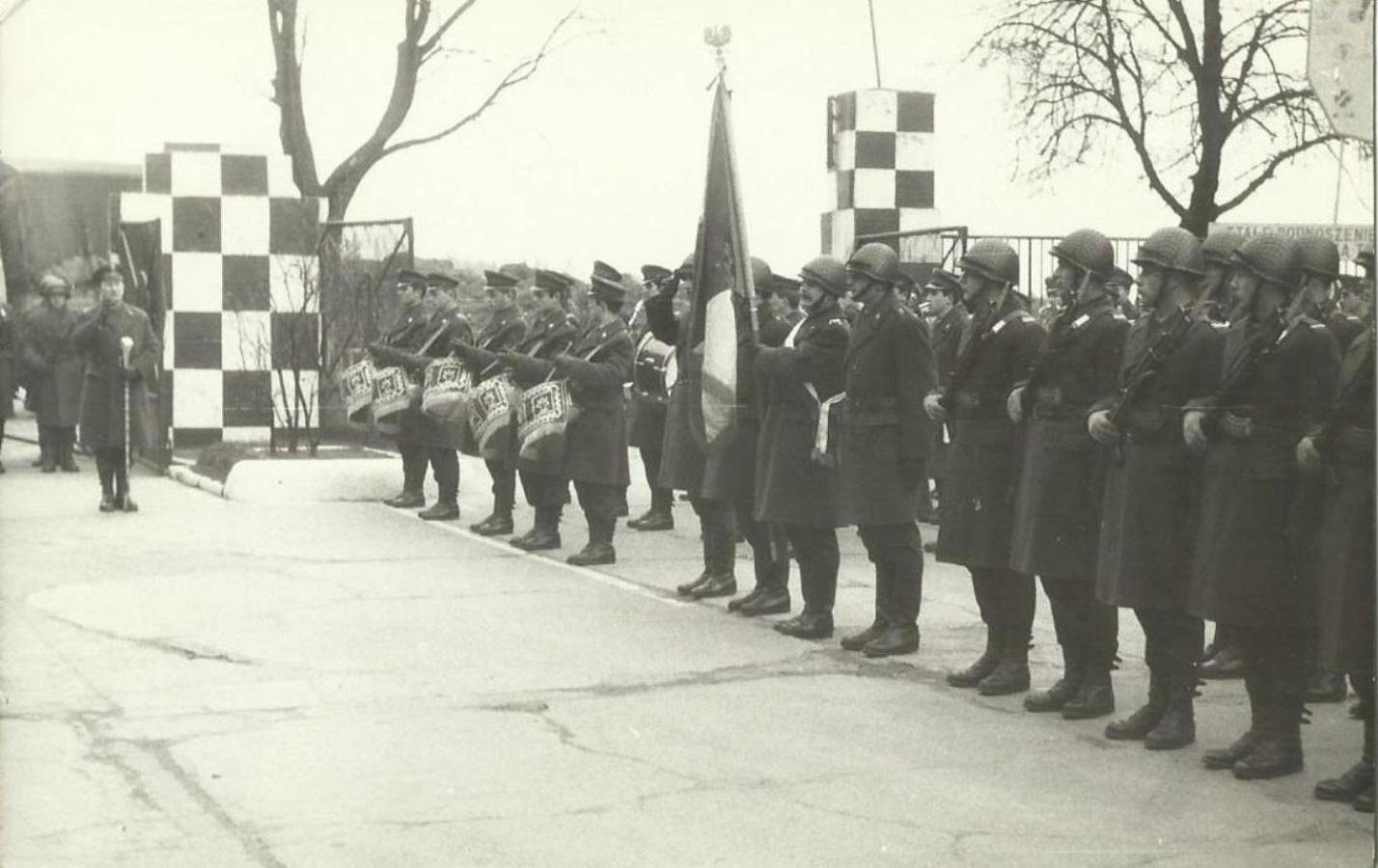
Stargard Szczec. 1974[d]
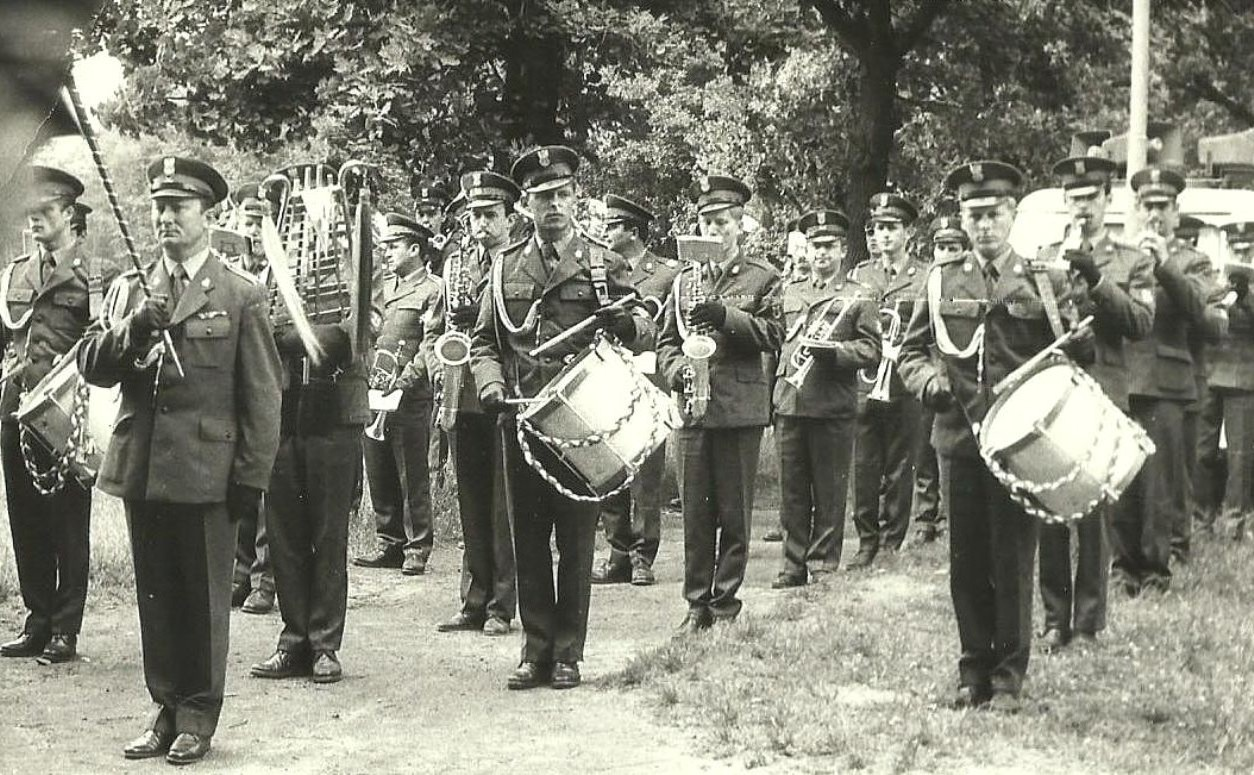
Stargard Szczeciński, 1974[e]
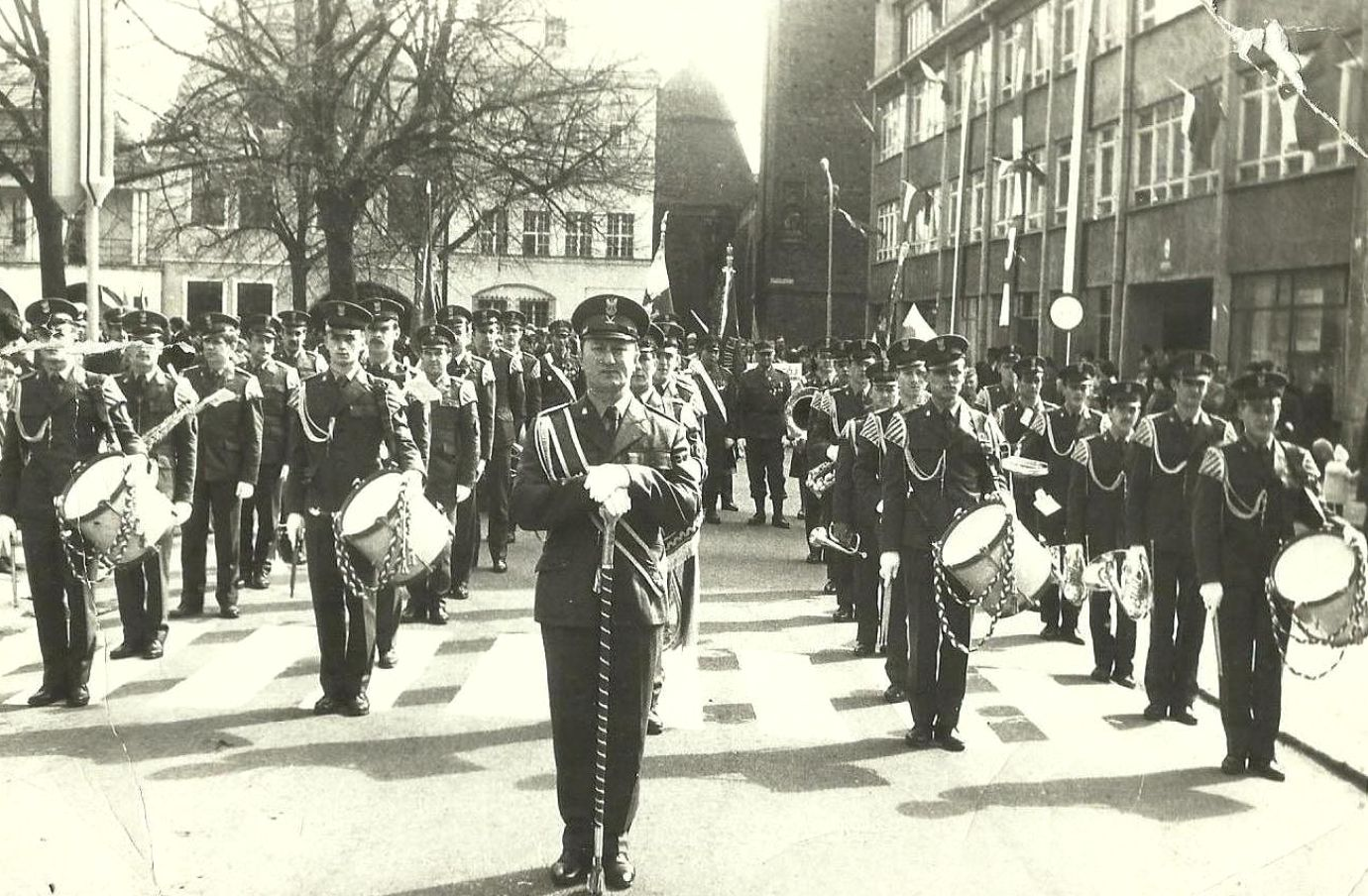
Stargard Szczeciński, 1975[f]
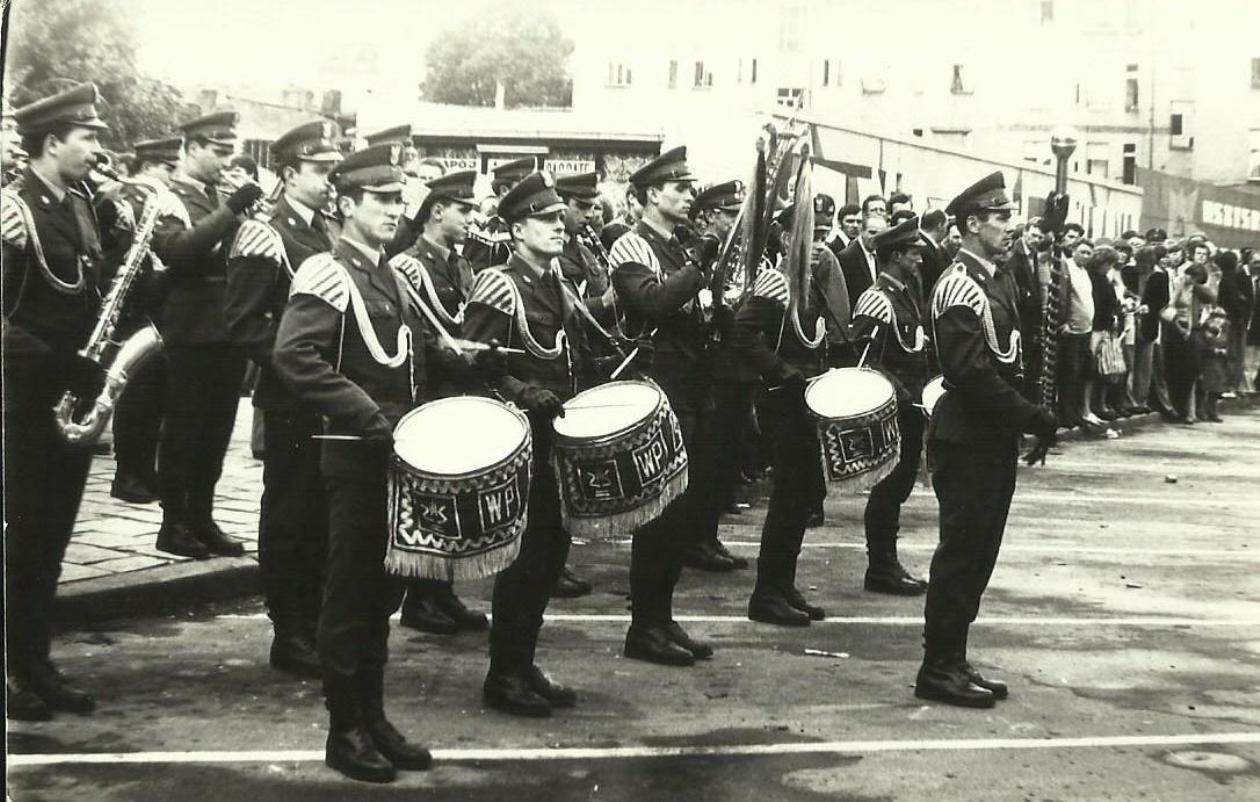
Stargard Szczec. 1976[g]
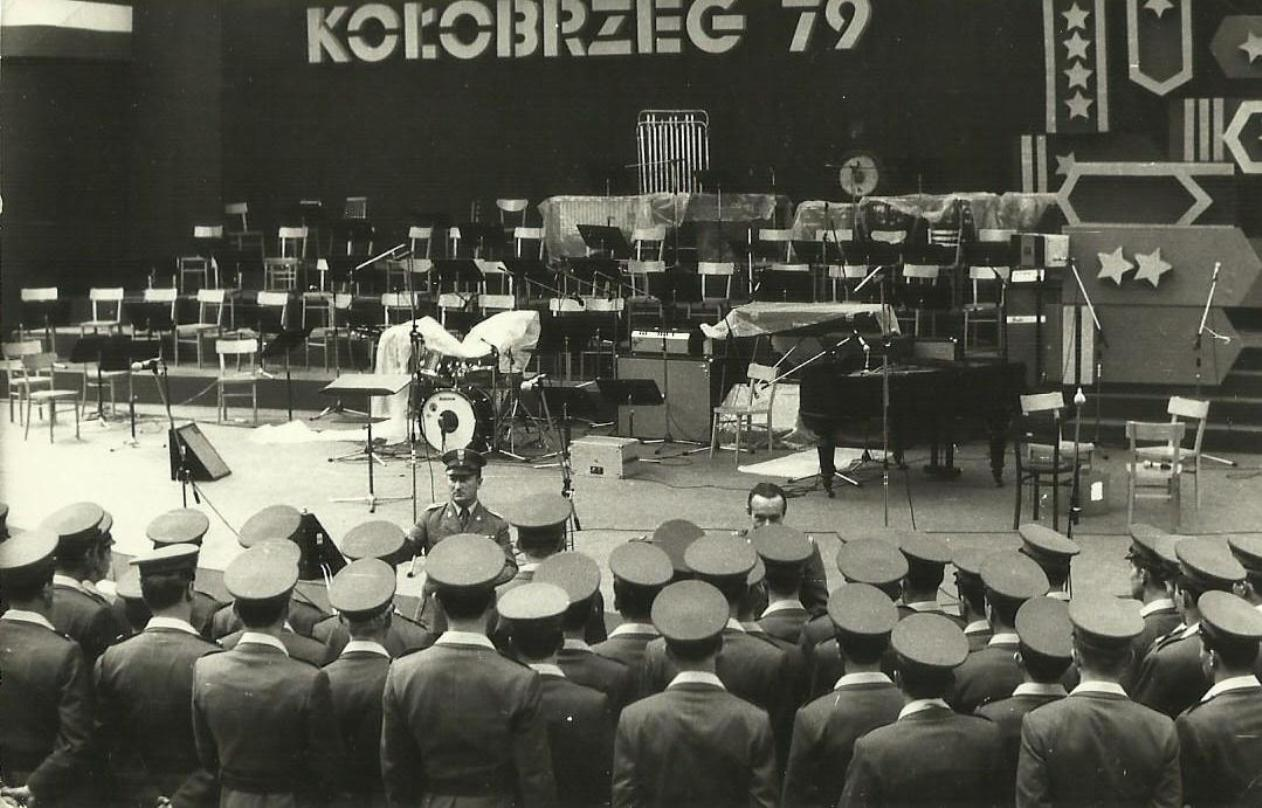
Kołobrzeg, 1979[h]
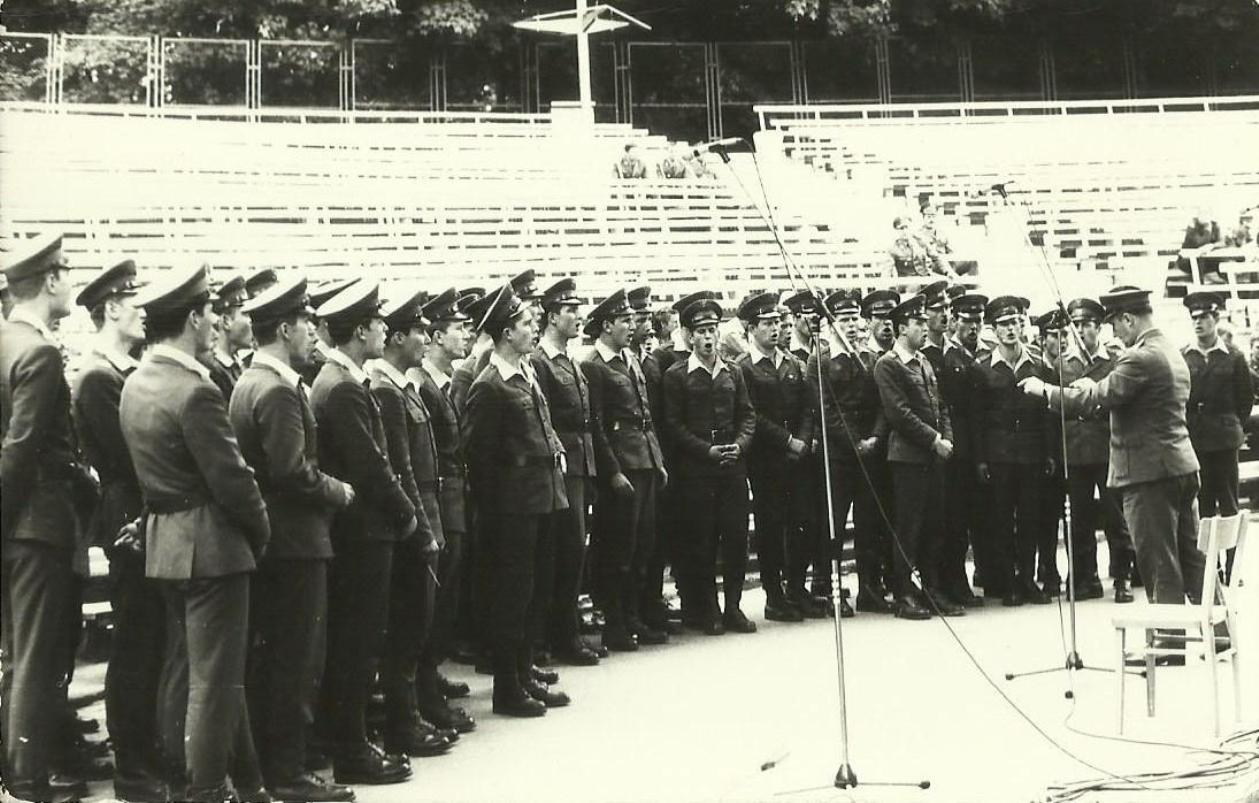
Kołobrzeg, 1979[i]
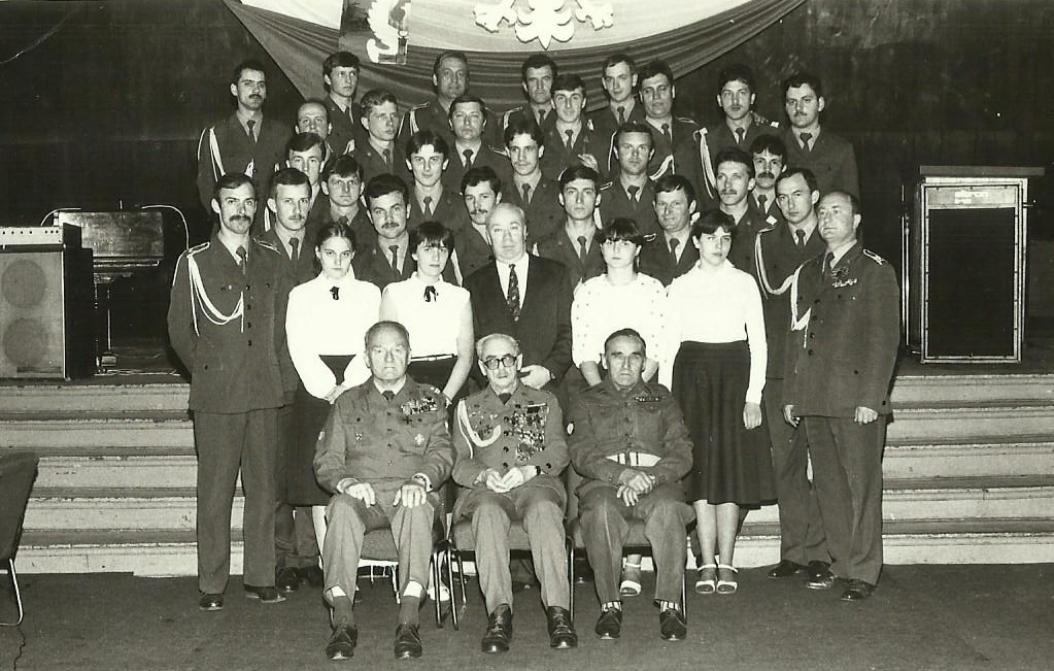
Stargard Szczec. 1989[j]
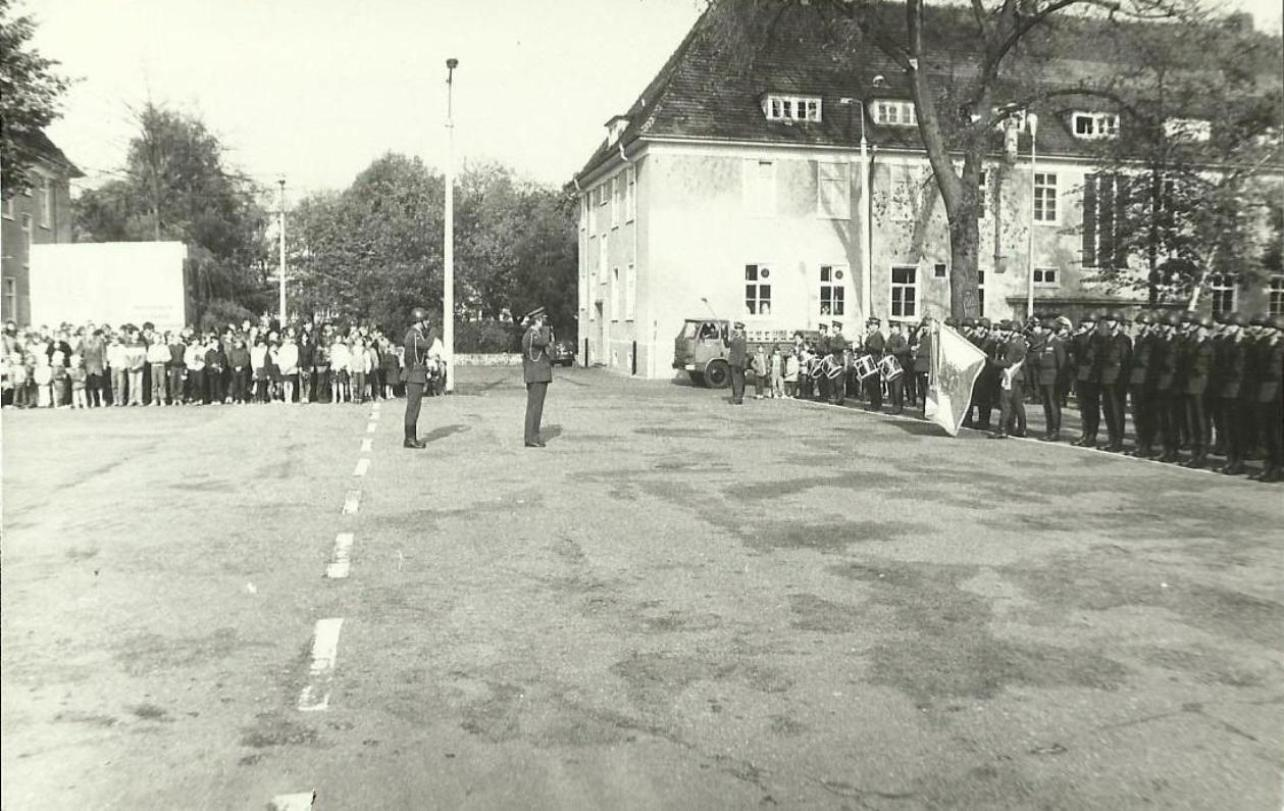
Stargard Szczec. 1991[k]
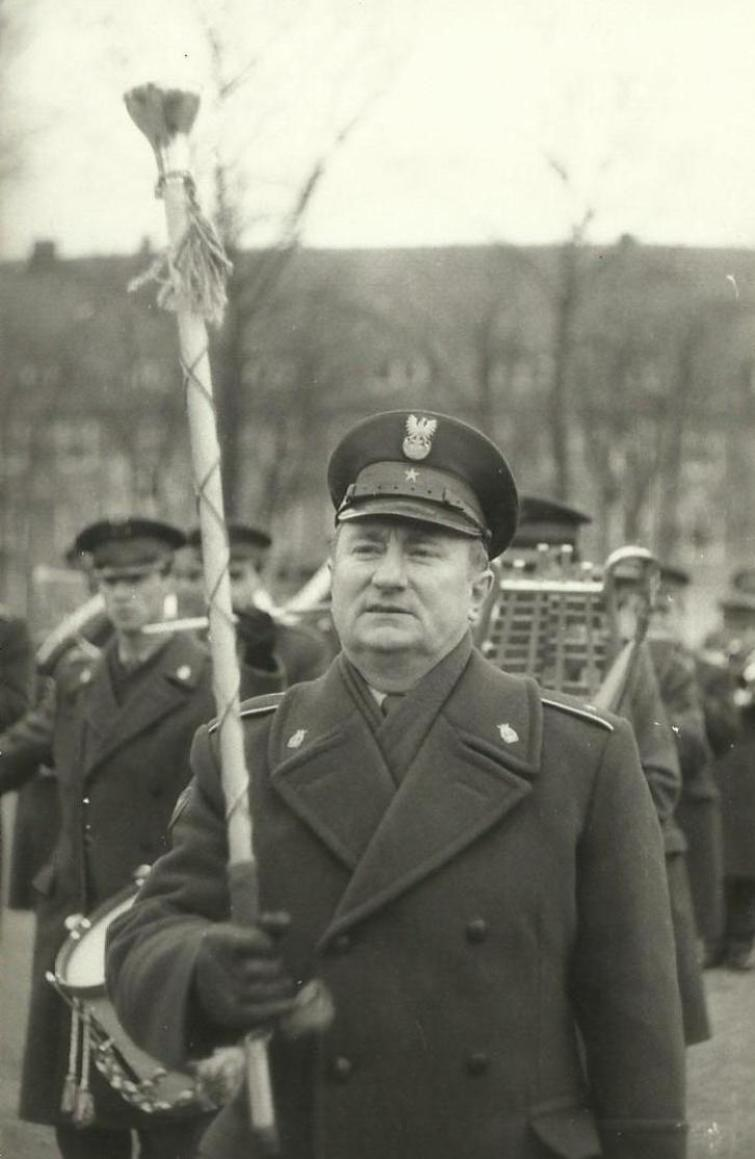
Stargard Szczec. 1991[l]
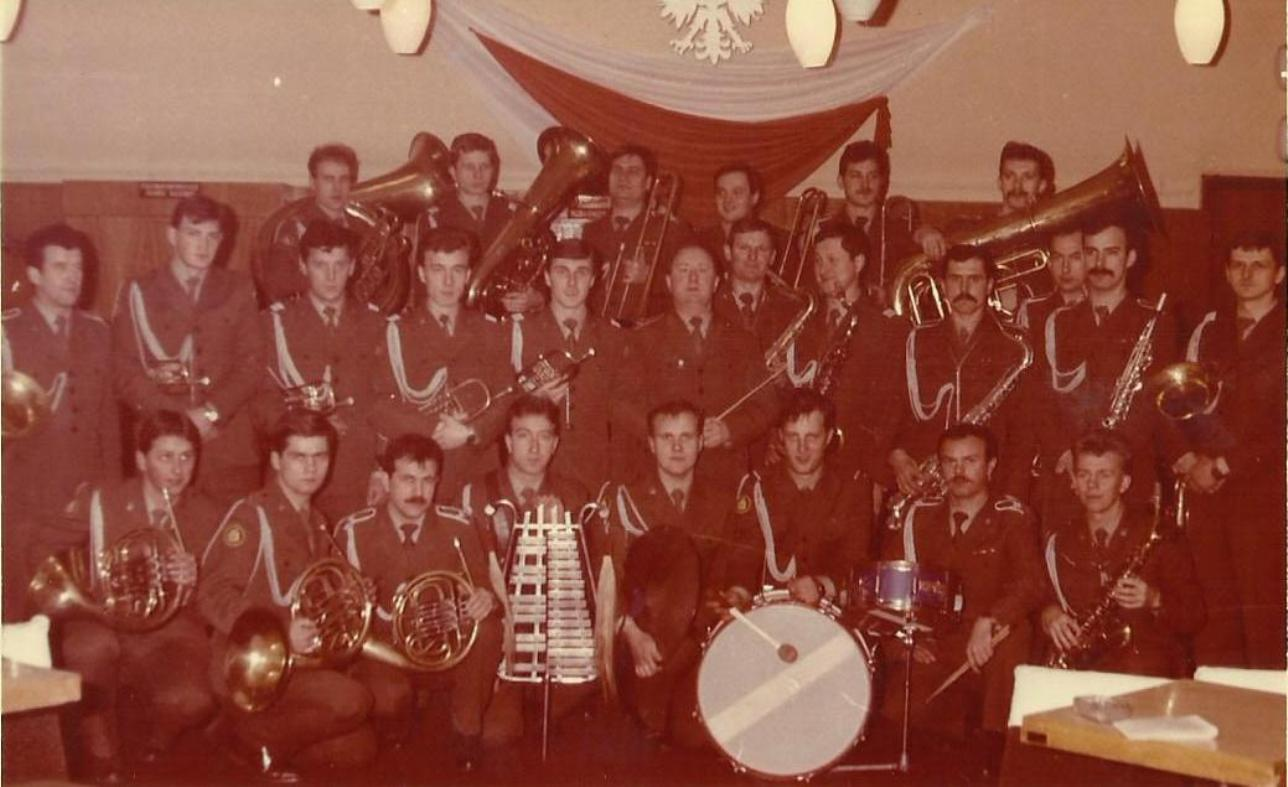
Stargard Szczec. 1992[m]
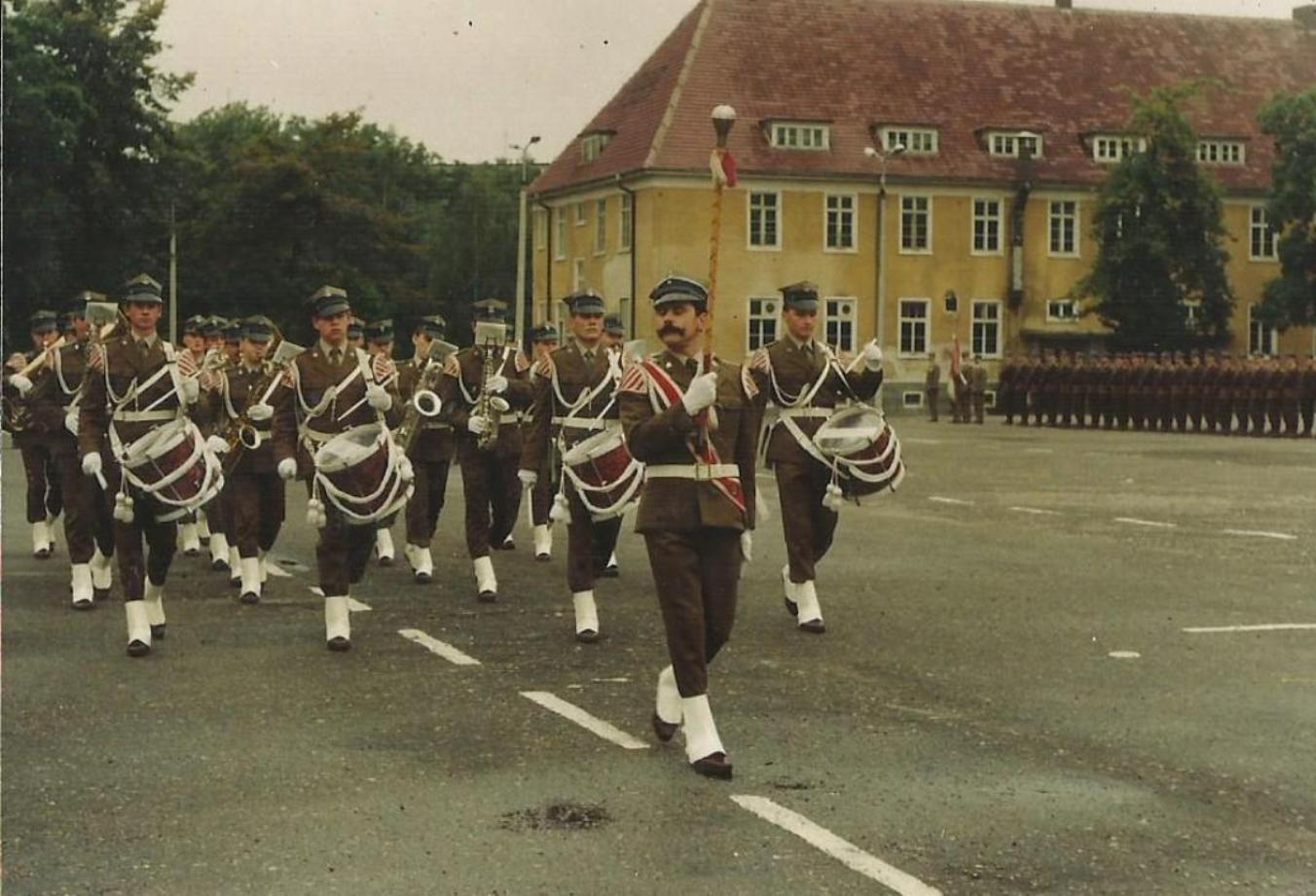
Stargard Szczec. 1993[n]
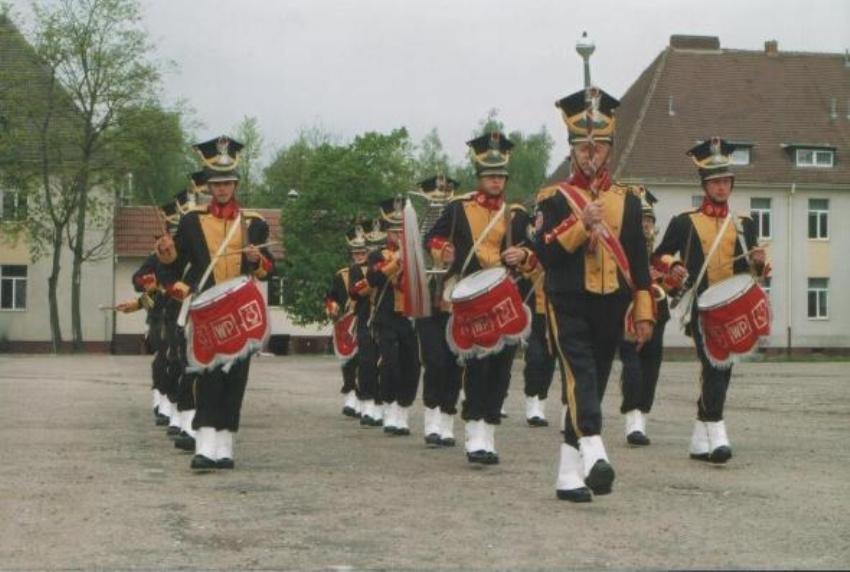
Stargard Szczec. 2005[o]